# Ilida
Ilida (griechisch Ήλιδα [ˈiliða] (f. sg.)) ist eine Gemeinde im Westen der griechischen Halbinsel Peloponnes um die Stadt Amaliada. Sie wurde zum 1. Januar 2011 aus den Gemeinden Amaliada und Pinia gebildet und nach der antiken Polis Elis benannt, deren Überreste im Gemeindegebiet liegen. In Amaliada leben 18.223 Einwohner, mehr als die Hälfte des übrigen Gemeindegebiets.

## Lage
Das Gemeindegebiet erstreckt sich in westöstlicher Richtung südlich des Flusses Pinios und von dessen Stausee. Der westliche Teil mit Amaliada liegt in der Ebene von Elis. Ein 16 Kilometer langer Küstenabschnitt am Ionischen Meer ist von Sandstränden gesäumt, auf den Sanddünen dahinter erstreckt sich der rund 85 Hektar große Wald von Marathia. Nach Osten steigt das bergige Gelände am Oberlauf des Pinios zum südlichen Ende der Bergkette des Erymanthos hin auf etwa 500 m an. Die Ostgrenze nach Lasiona markiert der als Natura-2000-Gebiet ausgewiesene Eichenwald von Kapeli.
Nachbargemeinden sind (nordwestlich beginnend, im Uhrzeigersinn) Pinios, Andravida-Kyllini, Dytiki Achaia, Erymanthos, Archea Olymbia und Pyrgos.

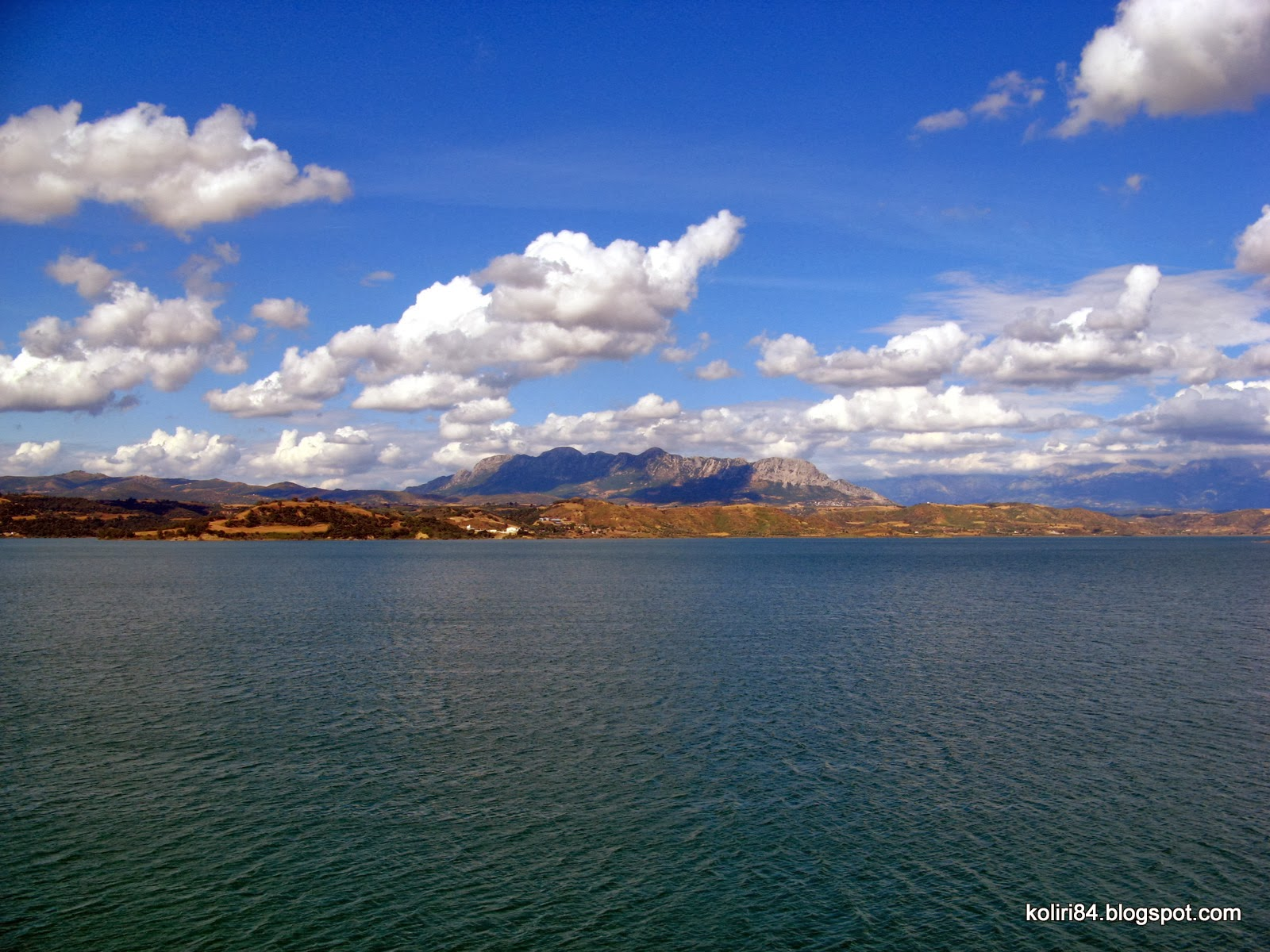
Der Pinios-Stausee
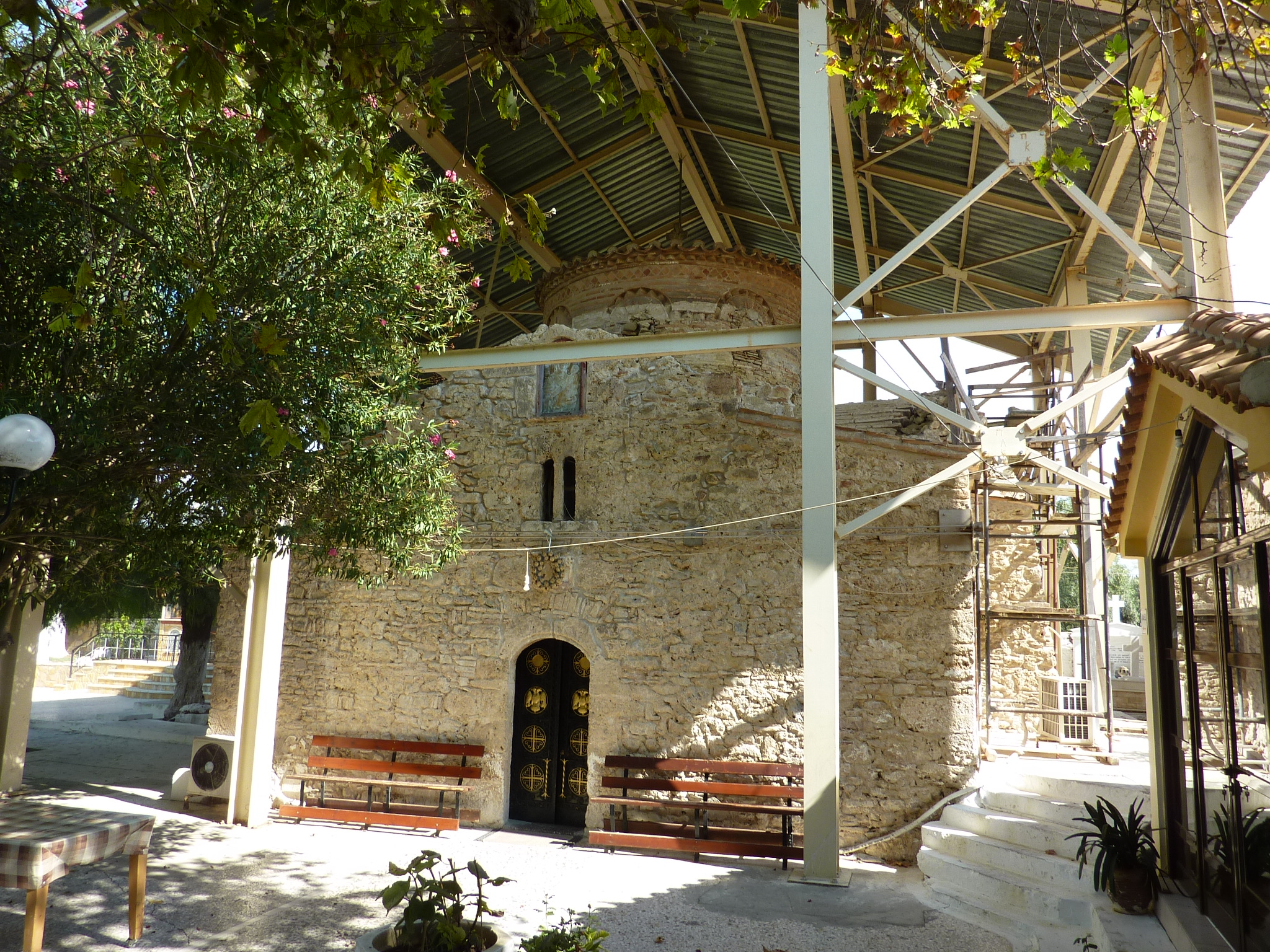
Das byzantinische Kloster Frangavilla in Amaliada
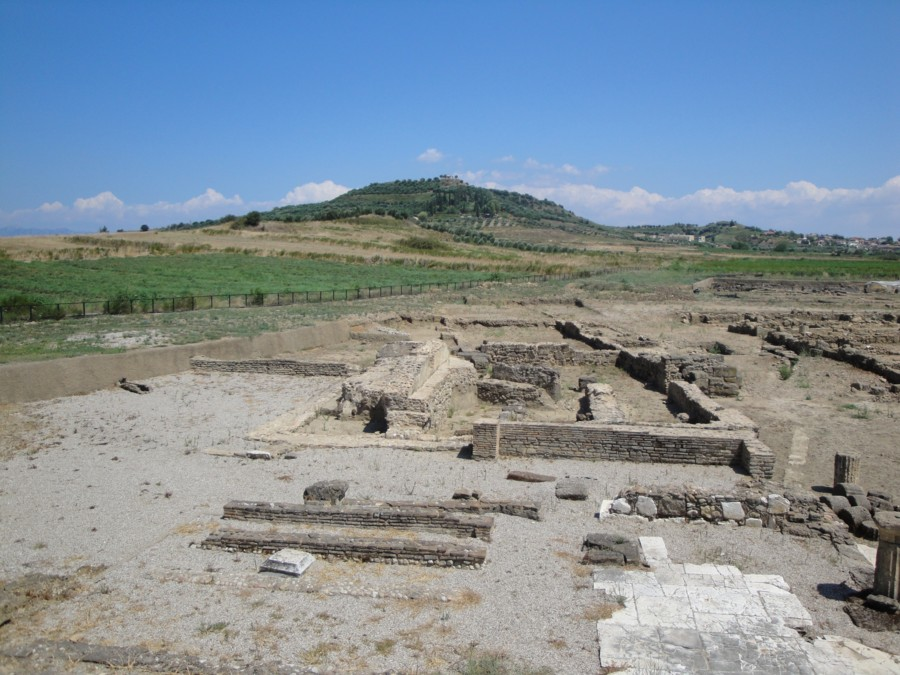
Ausgrabungsstätte des antiken Elis

## Gemeindegliederung
Bereits von 1833 bis 1912 gab es eine Gemeinde Ilida, allerdings um die Stadt Gastouni, in die 1841 die Nachbargemeinde Elissa eingemeindet wurde, deren Zentrum, die Siedlungen Dervi-Tselebi und Kalista 1885 in Amaliada umbenannt wurden. Elissa existierte erneut von 1906 bis 1912, danach wurden zahlreiche kleine Landgemeinden geschaffen. 1915 erfolgte die Umbenennung der Landgemeinde Paleopoli in Ilida. Dieses wurde 1997 mit 18 weiteren Landgemeinden nach Amaliada eingemeindet. Ähnlich verhält es sich mit dem Gemeindebezirk Pinia, dem eine Stadtgemeinde Dimos Piniion (Δήμος Πηνειΐων) vorausging, die 1835–1912 existierte und als Pinia um den Verwaltungssitz Simopoulo 1997 aus 15 Landgemeinden erneut geschaffen wurde. Mit der Vereinigung Pinias und Amaliadas zu Ilida im Zuge der Verwaltungsreform 2010 wurde Amaliada Gemeindesitz.
Die bis 1997 bestehenden 36 Gemeinden haben den Status einer Dimotiki Kinotita und wählen je nach Einwohnerzahl einen Rat oder einen einzelnen Vertreter als Lokalvertretung. Die Einwohnerzahlen stammen aus dem Ergebnis der Volkszählung 2021.
| Gemeindebezirk | griechischer Name          | Code   | Fläche (km²) | Einwohner 2011 | Einwohner 2021 | Dimotikes Kinotites (Sg. Δημοτική Κοινότητα) | Lage |
| -------------- | -------------------------- | ------ | ------------ | -------------- | -------------- | --- | ---- |
| Amaliada       | Δημοτική Ενότητα Αμαλιάδος | 390601 | 251,164      | 28.520         | 26.315         | Amaliada, Agios Dimitrios, Agios Ilias, Ambelokambos, Archea Ilida, Avgio, Geraki, Dafni, Dafniotissa, Douneika, Kalyvia, Kardamas, Kendro, Keramidia, Kryonero, Peristeri, Roviata, Savalia, Sosti, Chavari |      |
| Pinia          | Δημοτική Ενότητα Πηνείας   | 390602 | 149,798      | 03.699         | 03.032         | Agnanda, Agrapidochori, Anthonas, Avgi, Velanidi, Vouliagmeni, Efyra, Kambos, Laganas, Latas, Loukas, Mazaraki, Inoi, Rodia, Simopoulo, Skliva                                                               |      |
| Gemeinde Ilida | Gemeinde Ilida             | 3906   | 400,962      | 32.219         | 29.347         | |      |